# Joseph Joachim
Joseph Joachim (1831-1907) là nhà soạn nhạc, nghệ sĩ đàn violin, nhạc trưởng, nhà sư phạm người Hungary. Ông là một trong những nghệ sĩ violin nổi bật nhất giữa và cuối thời kỳ âm nhạc Lãng mạn. Ông chính là người hồi sinh bản concerto cho violin của Ludwig van Beethoven. Ông được rất nhiều nhà soạn nhạc danh tiếng đương thời đề tặng tác phẩm như Felix Mendelssohn, Robert Schumann, Max Bruch, Johannes Brahms và Antonín Dvořák đề tặng tác phẩm.

## Tham khảo

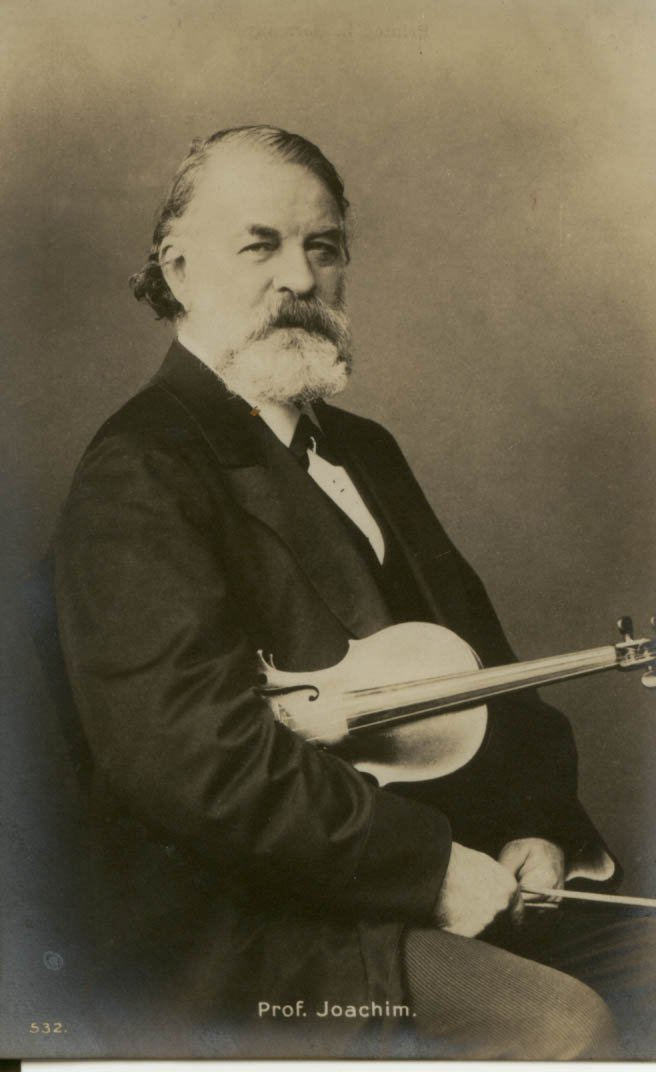
Joseph Joachim